# 爱德华·冯·柏姆-厄尔默利
爱德华·冯·柏姆-厄尔默利男爵（德語：Eduard Freiherr von Böhm-Ermolli） (1856年2月12日 - 1941年12月9日)   第一次世界大战时意大利出生的奥地利军官，奥匈帝国和納粹德國的一名陆军元帅。

## 生平

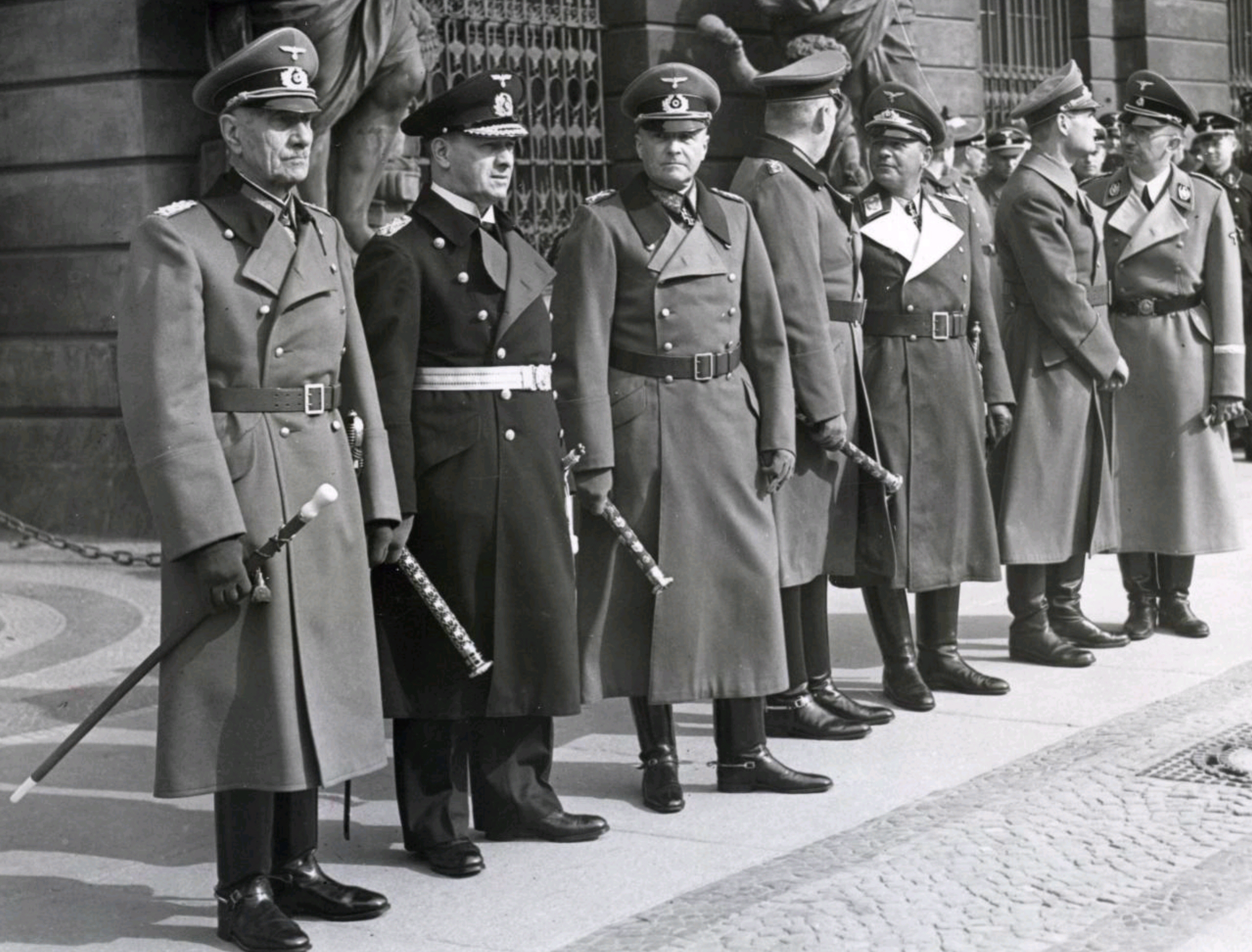
1941年3月16日（停戰紀念日（Heldengedenktag）），德国高级军官合影（前4位為元帥，手持元帥杖）。从左到右：爱德华·冯·柏姆-厄尔默利、埃里希·雷德爾、瓦爾特·布勞希契、威廉·凱特爾、艾哈德·米爾奇、魯道夫·赫斯、海因里希·希姆萊

柏姆-厄尔默利1856年2月12日出生在意大利中部海滨城市安科纳，他的父亲是一名少校。1875年9月，柏姆-厄尔默利加入了奥匈帝国陆军，1895年任第13枪骑兵团（隶属于第1骑兵师）的中校团长。后出任第16骑兵旅（驻普雷斯堡）旅长，第7骑兵师师长，第12步兵师（驻克拉科夫）师长和第1军（驻克拉科夫）军长。他的军衔由上校升到了骑兵上将。
1914年第一次世界大战开始时，柏姆-厄尔默利指挥奥地利第2軍團，负责对塞尔维亚的进攻。在俄国动员以后，第2軍團被派到俄国牵制俄国前线。加强德奥同盟军队。
在1916年5月柏姆-厄尔默利晋升为大将，1917年8月，他被封为男爵。1918年1月31日他还被擢升为陆军元帅。在1918年3月，他的军队占据乌克兰。他的军团在战争结束后在敖德萨被解散。
这场战争结束后他回到奧地利西里西亞定居，但是根據《聖日耳曼條約》，這片德意志人佔多數的土地被劃歸捷克斯洛伐克所有，捷克斯洛伐克政府赠与他一笔退休金和授予他预备役将军的军衔。1928年他甚至成为捷克斯洛伐克的军队的陆军上将，雖然他從未在捷克斯洛伐克军队中服役。
1938年，苏台德地区被德国吞并，後改組為德国的一个州，他支持德国对苏台德区的吞并。这赢得了德国的欢迎。1940年10月31日，85岁高龄的柏姆-厄尔默利男爵被授予德国国防军荣誉陆军元帅军衔，这在当时是很罕见的——在两次世界大战期间都获得元帅军衔，尽管德军的军衔是荣誉性质的——他是唯一一位前奥军将领被授予德国国防军元帅军衔的。1941年12月9日，这位奥匈帝国和第三帝国的双料元帅在特罗保的家中去世。德国方面为他在维也纳举行了隆重的国葬。